# Дешон Вотсон
Дерик Дешон Вотсон (енгл. Derrick Deshaun Watson; Гејнсвил, 14. септембар 1995) професионални је играч америчког фудбала који тренутно игра у НФЛ лиги на позицији квотербека за екипу Кливленд браунса.